# Michael Hutchinson Jenks

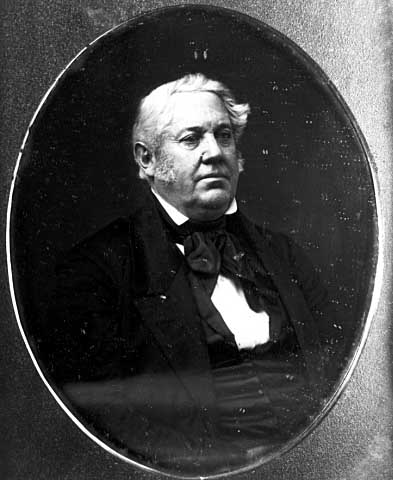
Michael Hutchinson Jenks

Michael Hutchinson Jenks (* 21. Mai 1795 bei Middletown, Bucks County, Pennsylvania; † 16. Oktober 1867 in Newtown, Pennsylvania) war ein US-amerikanischer Politiker. Zwischen 1843 und 1845 vertrat er den Bundesstaat Pennsylvania im US-Repräsentantenhaus.

## Werdegang
Michael Jenks war der Schwiegervater von Alexander Ramsey, der Gouverneur und US-Senator für Minnesota sowie Kriegsminister der Vereinigten Staaten war. Jenks genoss eine akademische Ausbildung und arbeitete danach in der Landwirtschaft. Zwischen 1830 und 1833 war er Commissioner von Bucks County. Von 1833 bis 1835 war er dort als Kämmerer tätig. Seit 1837 lebte er in Newtown. Von 1838 bis 1843 fungierte er als Berufungsrichter in Bucks County. Politisch wurde er Mitglied der Whig Party.
Bei den Kongresswahlen des Jahres 1842 wurde Jenks im sechsten Wahlbezirk von Pennsylvania in das US-Repräsentantenhaus in Washington, D.C. gewählt, wo er am 4. März 1843 die Nachfolge von Robert Ramsey antrat. Da er im Jahr 1844 nicht bestätigt wurde, konnte er bis zum 3. März 1845 nur eine Legislaturperiode im Kongress absolvieren. Diese Zeit war von den Spannungen zwischen Präsident John Tyler und den Whigs geprägt. Außerdem wurde damals bereits über eine mögliche Annexion der seit 1836 von Mexiko unabhängigen Republik Texas diskutiert.
Nach dem Ende seiner Zeit im US-Repräsentantenhaus arbeitete Michael Jenks in der Immobilienbranche. Außerdem war er noch in anderen Geschäftsbereichen tätig. Zwischen 1848 und 1853 war er Bürgermeister von Newtown, wo er am 16. Oktober 1867 verstarb.